# Ваймес
Ваймес — посёлок  в Прилузском районе Республики Коми Российской Федерации. Входит в состав сельского поселения Ношуль.

## География
Находится на правом берегу реки Луза на расстоянии примерно 30 км на юго-запад от центра района села Объячево.

## История
Основан в 1947 году как лесоучасток. Первые жители и строители посёлка в большинстве своём были ссыльные. Но в последующие несколько лет переселились сюда жители окрестных спецпосёлков и вольнонаёмные работники.

## Население
| 1989 | 2002 | 2010 |
| ---- | ---- | ---- |
| 422  | ↘353 | ↘252 |

### Национальный состав
Согласно результатам переписи 2002 года, в национальной структуре населения коми составляли 50 %,   русские 38 % из 353 чел.

### Историческая численность населения
Постоянное население  составляло 353 человека в 2002 году, 252 в 2010 .

## Инфраструктура
Личное подсобное хозяйство с зоной сельскохозяйственного использования, индивидуальная застройка усадебного типа.
Ваймесская основная общеобразовательная школа. Сельский дом культуры п. Ваймес. ФАП

## Транспорт
Деревня доступна автотранспортом.   